# 肥前長田駅
肥前長田駅（ひぜんながたえき）は、長崎県諫早市長田町にある、九州旅客鉄道（JR九州）長崎本線の駅である。

## 歴史
- 1934年（昭和9年）3月24日：鉄道省の駅として開設[2]。
- 1962年（昭和37年）2月15日：貨物取扱廃止[2]。
- 1972年（昭和47年）2月10日：荷物扱い廃止[2][4]。無人駅となる[3]。
- 1987年（昭和62年）4月1日：国鉄分割民営化によりJR九州に移管[2]。
- 2022年（令和4年）9月23日：当駅を含め、肥前浜駅 - 長崎駅間が非電化となる。

## 駅構造
相対式ホーム2面2線を有する地上駅。互いのホームは跨線橋で連絡している。下り線側を通過線とする1線スルー配線構造で、出入口は上り線側のみにあり、国道207号に面する下り線側に出入口は無い。
無人駅。出入口付近に自動券売機が設置されているが2022年夏より使用停止措置が取られている。以前は駅舎が建っていたが、解体された。

### のりば
| のりば | 路線      | 方向 | 行先           | 備考                            |
| ------ | --------- | ---- | -------------- | ------------------------------- |
| 1・2   | ■長崎本線 | 下り | 諫早・長崎方面 | 2番のりばから発車する列車がある |
| 1・2   | ■長崎本線 | 上り | 江北方面       |                                 |

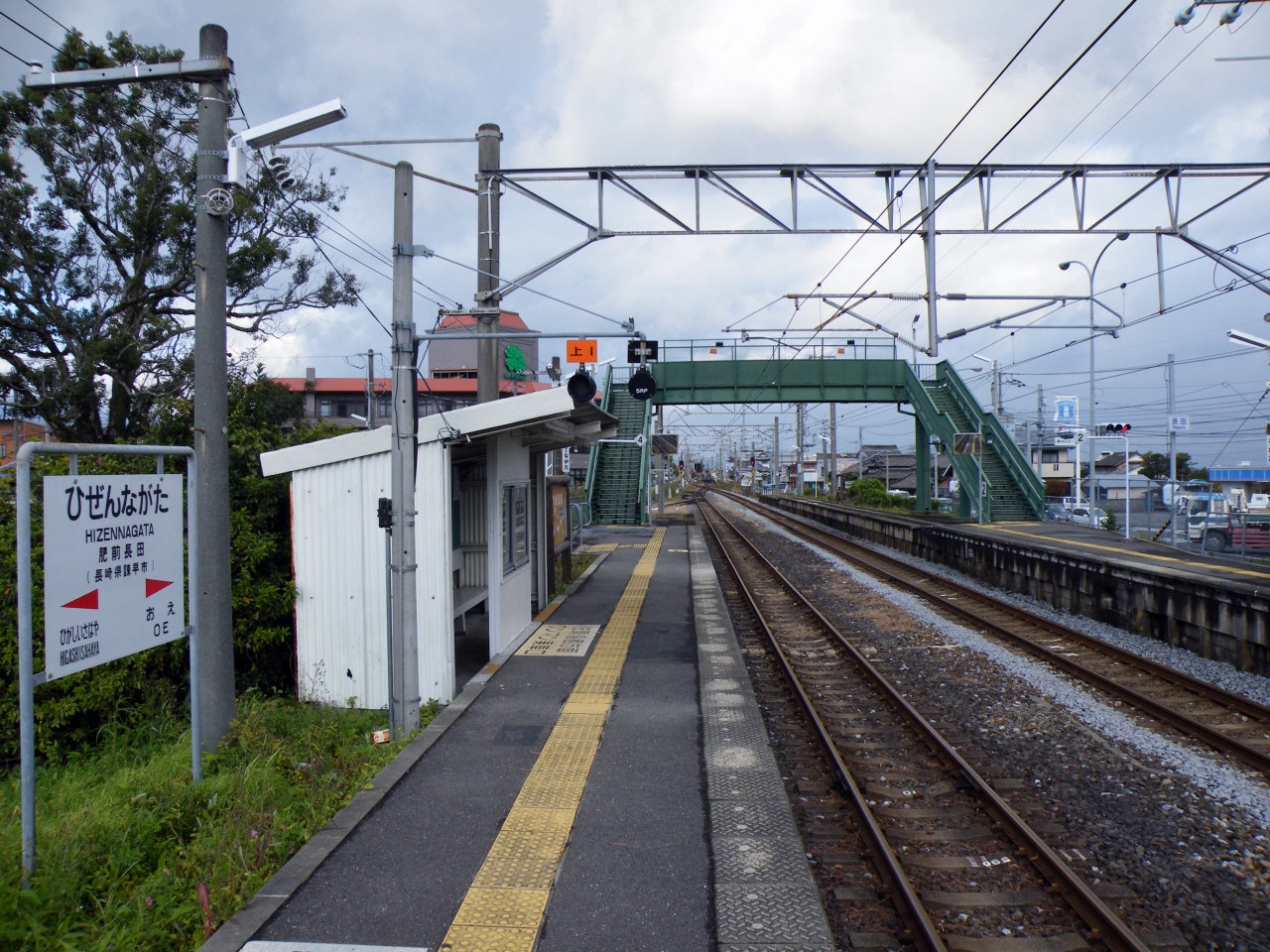
上り線側ホームから見た駅構内（2008年11月）

## 利用状況
- 2016年度の1日平均乗車人員は130人である[5]。
- 2017年度分から非公表。

| 乗車人員推移 | 乗車人員推移 |
| 年度         | 1日平均人数  |
| ------------ | ------------ |
| 2000         | 108          |
| 2001         | 99           |
| 2002         | 104          |
| 2003         | 131          |
| 2004         | 125          |
| 2005         | 134          |
| 2006         | 125          |
| 2007         | 136          |
| 2008         | 143          |
| 2009         | 144          |
| 2010         | 133          |
| 2011         | 123          |
| 2012         | 121          |
| 2013         | 141          |
| 2014         | 135          |
| 2015         | 132          |
| 2016         | 130          |

## 駅周辺
駅周辺には住宅が並ぶ。国道側には水田が広がっている。
- 国道207号
- 長崎県道124号大里森山肥前長田停車場線
- 長田郵便局
- 長崎県央農業協同組合（JAながさき県央）長田支店
- Aコープ長田店
- 長崎県営バス東長田バス停
- こどもの城
- 白木峰高原
- コスモス園
- 国立諫早青少年自然の家（当駅が最寄りだが、諫早駅から直通バス利用が便利。但し1日3本程度）
- 諫早市役所長田支所
- 諫早市立長田小学校
- 諫早市立長田中学校
- 本明川
- 長崎県交通局（県営バス）東長田停留所 - 駅から徒歩2分。

## 隣の駅
九州旅客鉄道（JR九州）
■長崎本線
小江駅 - 肥前長田駅 - 東諫早駅